# Autoroute A3 (Italie)
Pour les articles homonymes, voir Autoroute A3.
L'autoroute italienne A3, longue de 52 km, relie Naples à Salerne. Elle est le prolongement de l'autoroute du Soleil et fait partie de la route européenne 45.
Jusqu'en 2017, l'A3 était divisée en deux sections : la première, de Naples à Salerne, gérée par SAM SpA (Società Autostrade Meridionali ; concessionnaire du Gruppo Autostrade per l'Italia), et la seconde, de Salerne à Reggio de Calabre, gérée par l'ANAS. Le 13 juin 2017, à la suite d'un décret ministériel et de la fin des travaux de réaménagement, le tronçon géré par l'ANAS devient l'autoroute A2, dénomination anciennement utilisée entre Rome et Naples qui est repris par l'A1 en 1988.

## Histoire
La première section, entre Naples et Pompéi, a été achevée le 22 juin 1929, elle a une longueur de 22 km et traverse la province de Naples. Le second tronçon, Pompéi-Salerne de 30 km, a été achevée le 16 juillet 1961. En 2004, la modernisation de l'autoroute a été financée jusqu'à Castellammare di Stabia. Achevé en 2015, le tronçon est entièrement réalisé en 3 voies, comprenant un asphalte drainant et des panneaux définitifs,,.
Le 3 juillet 2017, le tronçon Salerno Centro-Salerno Fratte est rebaptisée A2dirNA.

## Les ouvrages d'arts
- Tunnel de Castello :  500 m (tube nord) - 491 m (tube sud)
- Tunnel d'Iannone : 150 m (tube nord) - 121 m (tube sud)
- Tunnel de San Liberatore : 100 m
- Tunnel de San Pantaleone : 160 m (tube nord) - 480 m (tube sud)
- Tunnel de Seminario : 420 m
- Viaduc de Caiafa : 210 m
- Viaduc de Vietri : ? m

## Parcours
| A3 NAPLES - SALERNE | |      |      |          |                  |
| Type                | Indications | ↓km↓ | ↑km↑ | Province | Route européenne |
|                     | Naples centre - Avenue G. Ferraris                                                                                | 0,0  | 51,6 | NA       |                  |
|                     | Avenue nuova Marina - Port                                                                                        | 1,0  | 50,6 | NA       |                  |
|                     | Gare de Naples-Centrale                                                                                           | 2,0  | 49,6 | NA       |                  |
|                     | Naples - San Giovanni a Teduccio                                                                                  | 2,6  | 49,0 | NA       |                  |
|                     | Caserte | 4,0  | 47,6 | NA       |                  |
|                     | Barrière Naples sud (uniquement en chaussée sud)                                                                  | --,- | --,- | NA       |                  |
|                     | San Giorgio a Cremano nord Naples Ponticelli - Avenue des républiques maritimes                                   | 5,5  | 45,2 | NA       |                  |
|                     | San Giorgio a Cremano sud Naples Ponticelli - Avenue Manzoni (uniquement en chaussée sud)                         | 6,4  | 45,2 | NA       |                  |
|                     | San Giorgio a Cremano (uniquement en chaussée sud)                                                                | 7,5  | 44,5 | NA       |                  |
|                     | Portici (uniquement en chaussée sud)                                                                              | 8,0  | 43,6 | NA       |                  |
|                     | Ercolano Portici                                                                                                  | 8,5  | 43,1 | NA       |                  |
|                     | Herculanum Zone archéologique d'Ercolano                                                                          | 9,5  | 42,0 | NA       |                  |
|                     | Torre del Greco                                                                                                   | 11,5 | 40,1 | NA       |                  |
|                     | Torre Annunziata nord                                                                                             | 15,0 | 36,6 | NA       |                  |
|                     | Torre Annunziata sud                                                                                              | 20,0 | 31,6 | NA       |                  |
|                     | Aire de services Torre Annunziata (supprimé en direction de Naples)                                               | 21,0 | 30,5 | NA       |                  |
|                     | Boscoreale (uniquement en chaussée nord)                                                                          | 21,0 | 30,5 | NA       |                  |
|                     | Pompéi ouest Zone archéologique de Pompéi                                                                         | 21,9 | 29,7 | NA       |                  |
|                     | Castellammare di Stabia (sortie pour la péninsule de Sorrente)                                                    | 22,5 | 29,1 | NA       |                  |
|                     | Pompei est Scafati Cathédrale de Pompei                                                                           | 25,0 | 26,6 | NA       |                  |
|                     | Angri Sant'Antonio Abate (remplace la sortie Angri)                                                               | 27,9 | 23,5 | SA       |                  |
|                     | Angri (supprimée)                                                                                                 | 29,7 | 21,9 | SA       |                  |
|                     | Angri sud Côte amalfitaine - Ravello (entrée dans les deux sens ; sortie uniquement en direction du sud)          | 30,3 | 21,3 | SA       |                  |
|                     | Nocera Inferiore Strada statale 18 Tirrena Inferiore (en) (Naples-Reggio de Calabre) Nuceria Alfaterna            | 36,6 | 15,0 | SA       |                  |
|                     | Barrière Nocera (uniquement en chaussée nord)                                                                     | 36,8 | 8,0  | SA       |                  |
|                     | Aire de services Alfaterna                                                                                        | 40,0 | 8,0  | SA       |                  |
|                     | Cava de' Tirreni                                                                                                  | 42,9 | 8,7  | SA       |                  |
|                     | Vietri sul Mare Côte amalfitaine - Amalfi (sortie uniquement en chaussée sud, entrée uniquement en chaussée nord) | 48,4 | 3,2  | SA       |                  |
|                     | Salerne centre dir.Salerne Côte amalfitaine                                                                       | 51,6 | 0,0  | SA       |                  |